# Rathmannsdorf
Rathmannsdorf je obec v německé spolkové zemi Sasko. Náleží k zemskému okresu Saské Švýcarsko-Východní Krušné hory a má 906 obyvatel. Leží na pravém břehu Labe a bezprostředně navazuje na město Bad Schandau. Spolu s ním a obcí Reinhardtsdorf-Schöna tvoří Správní společenství Bad Schandau. Obec leží v oblasti Labských pískovců na hranici Národního parku Saské Švýcarsko.

## Geografie
Rathmannsdorf se rozkládá přibližně v nadmořské výšce 120–245 m. V nejvyšším bodě obce stojí od roku 2007 rozhledna poskytující panoramatický výhled na krajinu Labských pískovců. Futuristická věž je vysoká 15 m a díky výtahu je bezbariérová. Severním okrajem protéká řeka Sebnice, která je jednou ze zdrojnic Lachsbachu. Podél obou řek se rozkládá evropsky významná lokalita Lachsbach- und Sebnitztal.

## Historie
První písemná zmínka o Rathmannsdorfu pochází z roku 1445, založen byl však již dříve jako lesní lánová ves. Původně náležel k wildensteinskému panství Berků z Dubé. To bylo roku 1451 postoupeno saským kurfiřtům, roku 1467 byla ves odkoupena městem Schandau (dnešní Bad Schandau). Mezi lety 1569 a 1602 byl Rathmannsdorf krátce přičleněn k Hohnsteinu, poté byl však navrácen zpět pod Schandau. Od roku 1875 byl spravován z Pirny. O dva roky později bylo uvedeno do provozu místní nádraží na trati Budyšín – Bad Schandau. K rozšíření obce došlo roku 1937, kdy byla k Rathmannsdorfu přičleněna ves Wendischfähre. Po druhé světové válce patřila obec postupně k zemskému okresu Pirna (od roku 1952), Saské Švýcarsko (od roku 1994) a nakonec Saské Švýcarsko-Východní Krušné hory (od roku 2008).

## Vývoj názvu
Název vsi se v průběhu dějin mnohokrát měnil. Poprvé je zmiňována jako Rademstorff (1445), dále jako Radmenstorff (1446), Ratmansdorff a Rademastorff (oba názvy 1451), Ransdorf (1547), Randorf (1554), Renßdorf (1598) či Rathmansdorf (1791). Současný název obce se ustálil v průběhu 19. století.

## Obyvatelstvo

### Náboženství
Rathmannsdorf i jeho pozdější místní část Wendischfähre byly od středověku farně příslušné k Bad Schandau, vlastní kostel ani kapli však neměly. Obec náleží k Evangelicko-luterské církevní obci Bad Schandau. Od roku 2012 stojí v místní části Wendischfähre ekumenická kaple Gedächtniskapelle. Podle sčítání lidu se v roce 2011 hlásilo 205 obyvatel (t. j. 20,5 %) k protestantství a 26 obyvatel (t. j. 2,6 %) k římskokatolické církvi.

## Členění obce
Obec Rathmannsdorf se člení na dvě místní části, a to samotný Rathmannsdorf a roku 1937 připojený Wendischfähre. K Rathmannsdorfu dále náleží čtyři vsi bez statusu místní části:
- Höhe: rozkládá se na výšině východně od Rathmannsdorfu
- Zauke: leží na stráni naproti státní silnici 154 severně od badschandauského hřbitova
- Plan: nachází se severně od Rathmannsdorfu při Lachsbachu
- Gluto: tvoří jej čtyři obytné domy s mlýnem Ochelmühle a přilehlou Ochelbaude v Sebnickém údolí

## Starostovské volby 2022
Ve starostovských volbách 12. června 2022 byl starostou zvolen Uwe Thiele (CDU), který získal 93,4 % hlasů.

## Pamětihodnosti
- futuristická rozhledna z roku 2007
- moderní pamětní kaple Gedächtniskapelle z roku 2012 v místní části Wendischfähre